# Jean Pierre Heubach
Pour les articles homonymes, voir Heubach.
Jean Pierre Heubach, né le 8 novembre 1736 à Mainbernheim et mort le 18 novembre 1799 à Lausanne, est un imprimeur-libraire suisse.

## Biographie
Jean Pierre Heubach est le fils du relieur Johann Nikolaus Heubach. En 1760, il est libraire à Lausanne. Il est ensuite naturalisé et devient imprimeur à l'enseigne de la « Société typographique de Lausanne » qu'il fonde avec le ministre Jacques François Durand. Il s'associe ensuite avec le fils de ce dernier, Victor Durand, à l'enseigne « Heubach, Durand et compagnie ».

## Éditions
- Emmanuel May, Histoire militaire de la Suisse et celle des Suisses dans les différens services de l'Europe, Lausanne, J. P. Heubach, 1788